# 泰國國家奧林匹克委員會
泰國國家奧林匹克委員會是泰國的國家奧林匹克委員會。該組織成立於1948年，是國際奧委會和亞洲奧林匹克理事會的成員。1952年，首次派員參加在芬蘭赫爾辛基舉行的夏季奧運會。
現時，泰國國家奧林匹克委員會的總部設在曼谷，主席是Prawit Wongsuwan。

## 資料來源
1. ↑  .   [2014-02-24]. （原始内容存档于2009-01-06）.